# 오병길
오병길(1985년 ~)은 대한민국의 가수다.

## 방송
- 스타 오디션 위대한 탄생 3 (2012) - Top3
- 슈퍼스타K 2016 (2016) - Top64

## 음반
- '위대한 탄생 3' 멘토 서바이벌 Part.4 (김연우 편) (2013)
- '위대한 탄생 3' TOP 8 생방송 경연 (2013)
- '위대한 탄생 3' TOP 4 생방송 경연 (2013)
- '위대한 탄생 3' TOP 3 생방송 경연 (2013)
- 귀뚜라미 (with 성수진) (2013)
- 눈이 와요 (2013)
- 동거 (2014)
- 별이 수놓은 밤에... (2014)
- 느낌이 와 (2015)
- 다 잊은듯이 (2015)
- 달려가 (2016)
- 두 번은 없다 OST Part.2 (2019)
- 두 번은 없다 OST (2020)
- Oaseas (2020)
- 힘들 땐 그냥 우울함을 느껴요 (2020)

### 브레인카우
- So Beautiful (2017)
- 약속 (2017)